# Fort Kijkuit

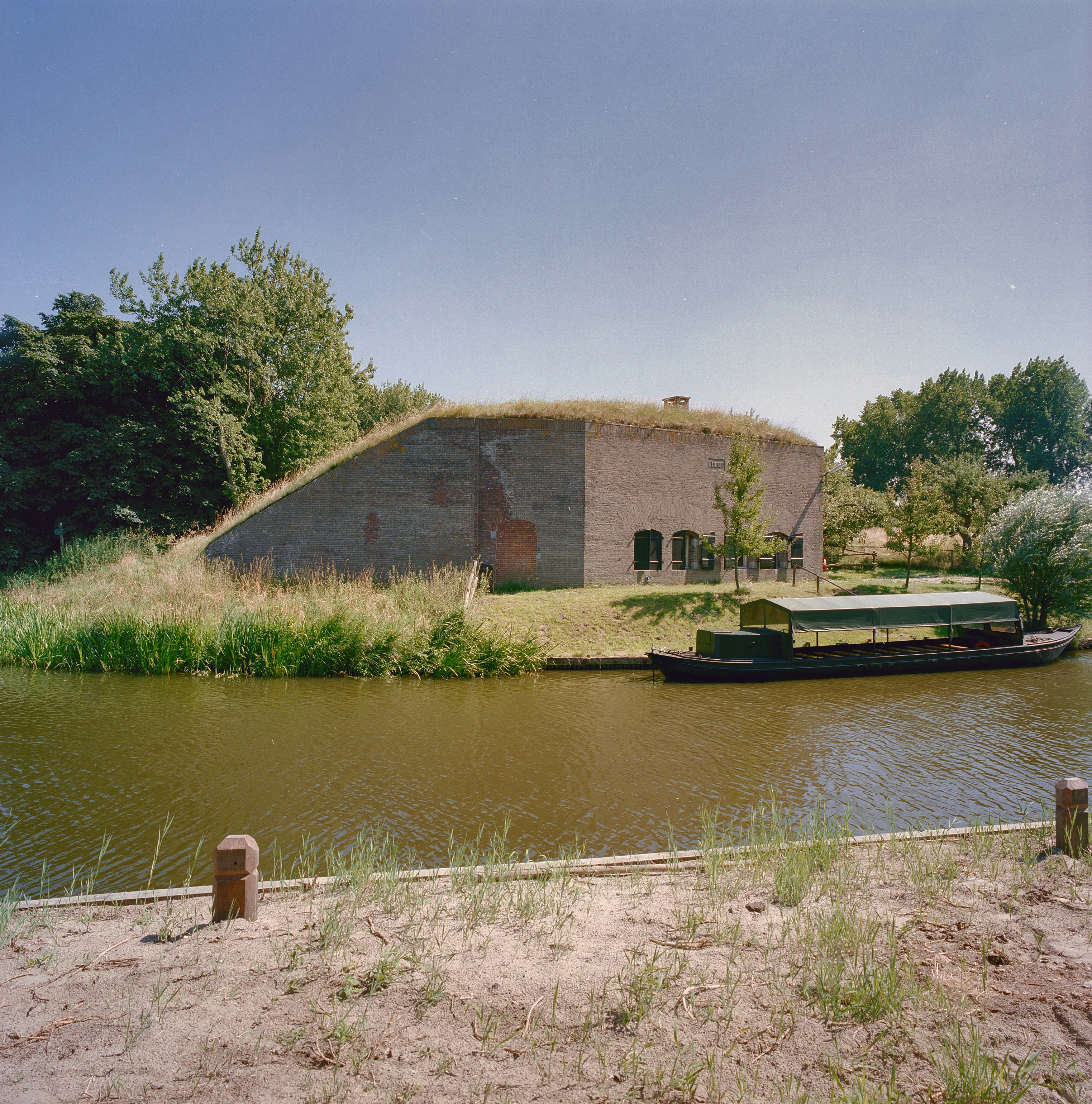
Kruitmagazijn met wacht.

Fort Kijkuit is een vestingwerk van de Nieuwe Hollandse Waterlinie. Het fort werd gebouwd in 1844 en fors aangepast in 1880. Het diende ter afsluiting van de weg tussen Loosdrecht en Vreeland (de N201) en in de jaren 1930 kwam daar het ernaast gelegen Hilversums Kanaal bij. In 1935 is een kazemat bijgebouwd met een pantserfront, dit is zeldzaam, alleen Fort aan de Drecht heeft iets vergelijkbaars.

## Bouw
De eerste werken aan het fort zijn tussen 1844 en 1847 uitgevoerd. Er werd een vierkant aarden redoute aangelegd. In het midden van het twee hectare grote terrein werd een verdedigbaar bomvrij wachthuis gebouwd, gebouw A. Op het dak van het wachthuis was er een geschutsopstelling achter een muur met schietgaten. Om het wachthuis lag een gracht en een ophaalbrug verbond het fort met het land.
In 1880 zijn diverse en ingrijpende moderniseringen aangebracht, waarbij tegen de muren van het bakstenen wachthuis aarde werd aangebracht. De geschutsopstelling op het dak verdween en ook hier werd een aarddekking aangebracht. Links en rechts van gebouw A werden remises gebouwd en de gracht werd gedempt. Het geschut kwam in de remises te staan, als in oorlogstijd het geschut stond opgesteld werd de remise gebruikt als schuilplaats voor de artilleristen. Verder werd een nieuw bomvrij wachthuis gebouwd, gebouw B, met ruimte voor de opslag van buskruit en projectielen. Tot slot zijn in dat jaar een fortwachterswoning en een houten bergloods gebouwd. Rond 1885 had het fort een bezetting van ongeveer 50 man. In 1886 is nog een remise toegevoegd en werd de brug vervangen.
Op het terrein ligt een gecombineerde mitrailleur- en kanonkazemat met stalen frontpantser, gebouw C. Dit is een uniek exemplaar dat in 1935 werd gebouwd van gewapend beton en een stalen pantserfront. Het pantserfront was afkomstig van het voormalige marineschip Hr.Ms. Marten Harpertszoon Tromp dat in 1927 was gesloopt.
Van 1958 tot 1980 is het fort gebruikt voor de opslag van medicinale alcohol.

## Huidig gebruik
Het fort is eigendom van Vereniging Natuurmonumenten. In 2014 is een uitgebreide opknapbeurt gestart. Raam- en metselwerk van de drie militaire gebouwen zijn volledig gerestaureerd en zijn nu opengesteld voor het publiek. In het voormalige kruithuis is een expositie over het fort en de omgeving. Het grootste gebouw zal op termijn verhuurd worden als vergaderruimte. In 2016 kreeg Fort Kijkuit de EU Prijs voor Cultureel Erfgoed/Europa Nostra Prijs.
Fort Kijkuit komt door een fout voor op de nominatielijst van vestingwerken voor de aanvraag tot werelderfgoed van de Stelling van Amsterdam, maar maakt daarvan geen deel van uit.

## Fotogalerij

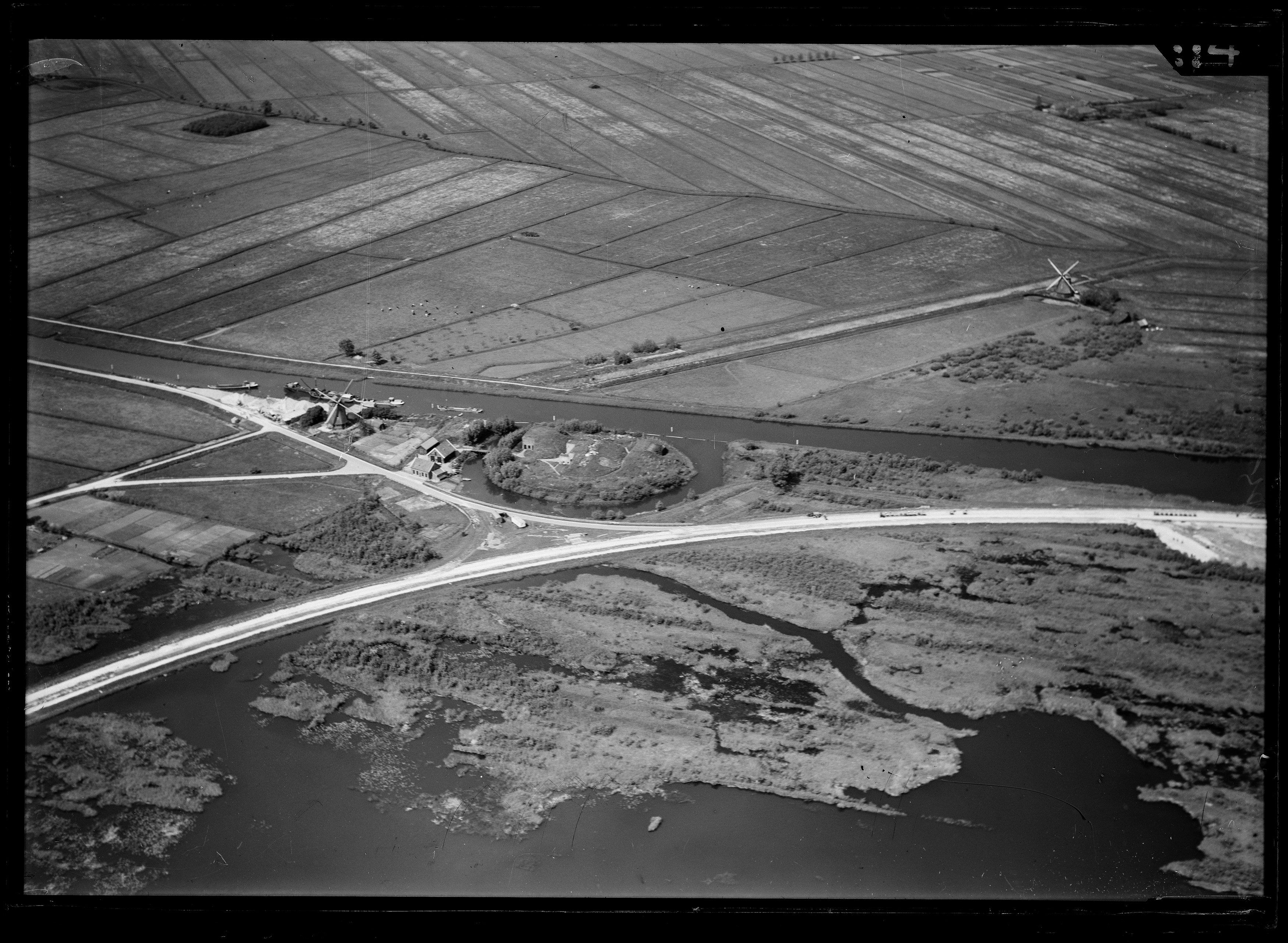
Het fort en het Hilversums Kanaal (1930-1940)
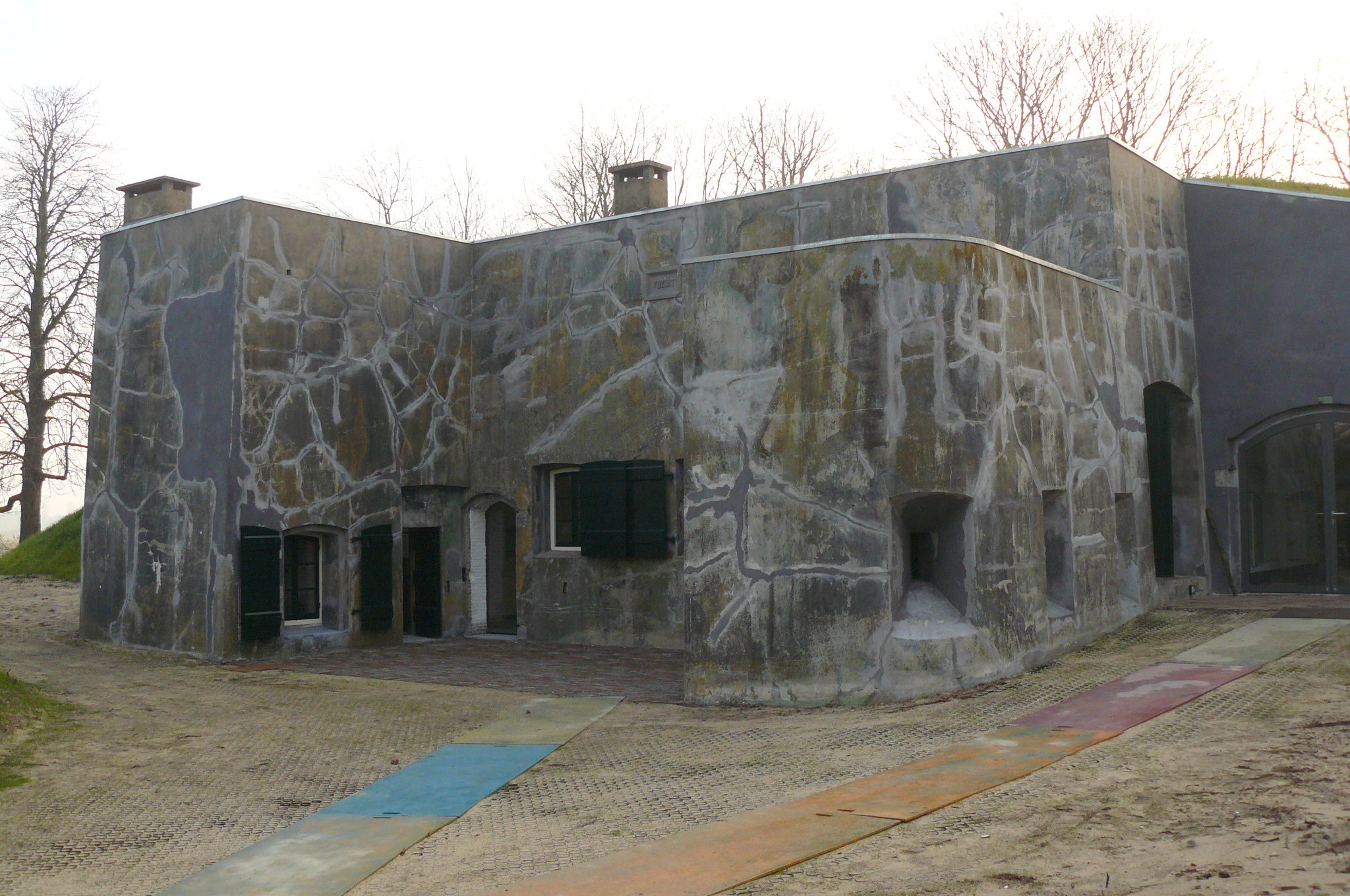
Het wachtgebouw A na de restauratie van 2014
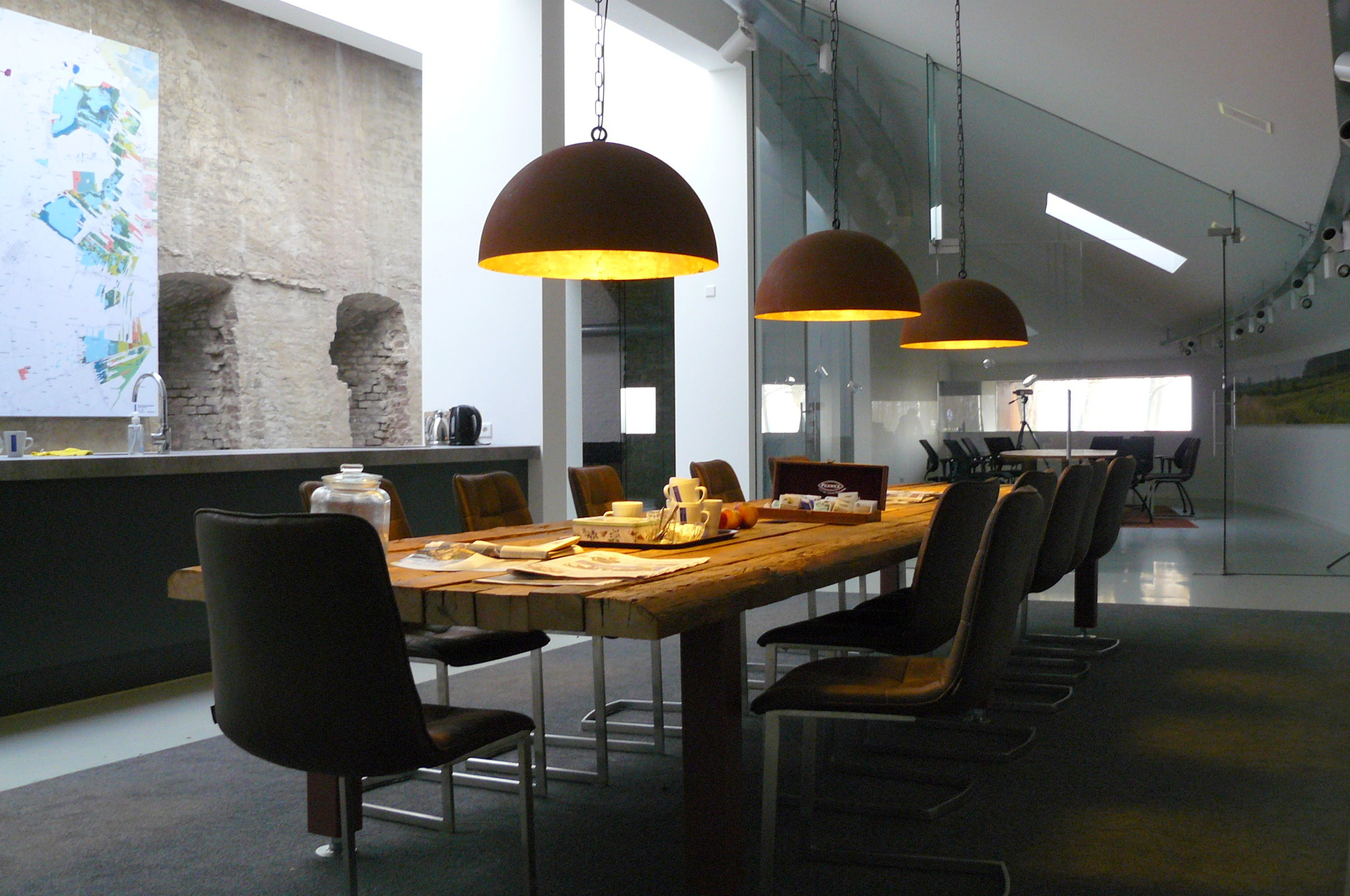
Het nieuwe kantoor en links nog de bakstenen muur van het wachthuis
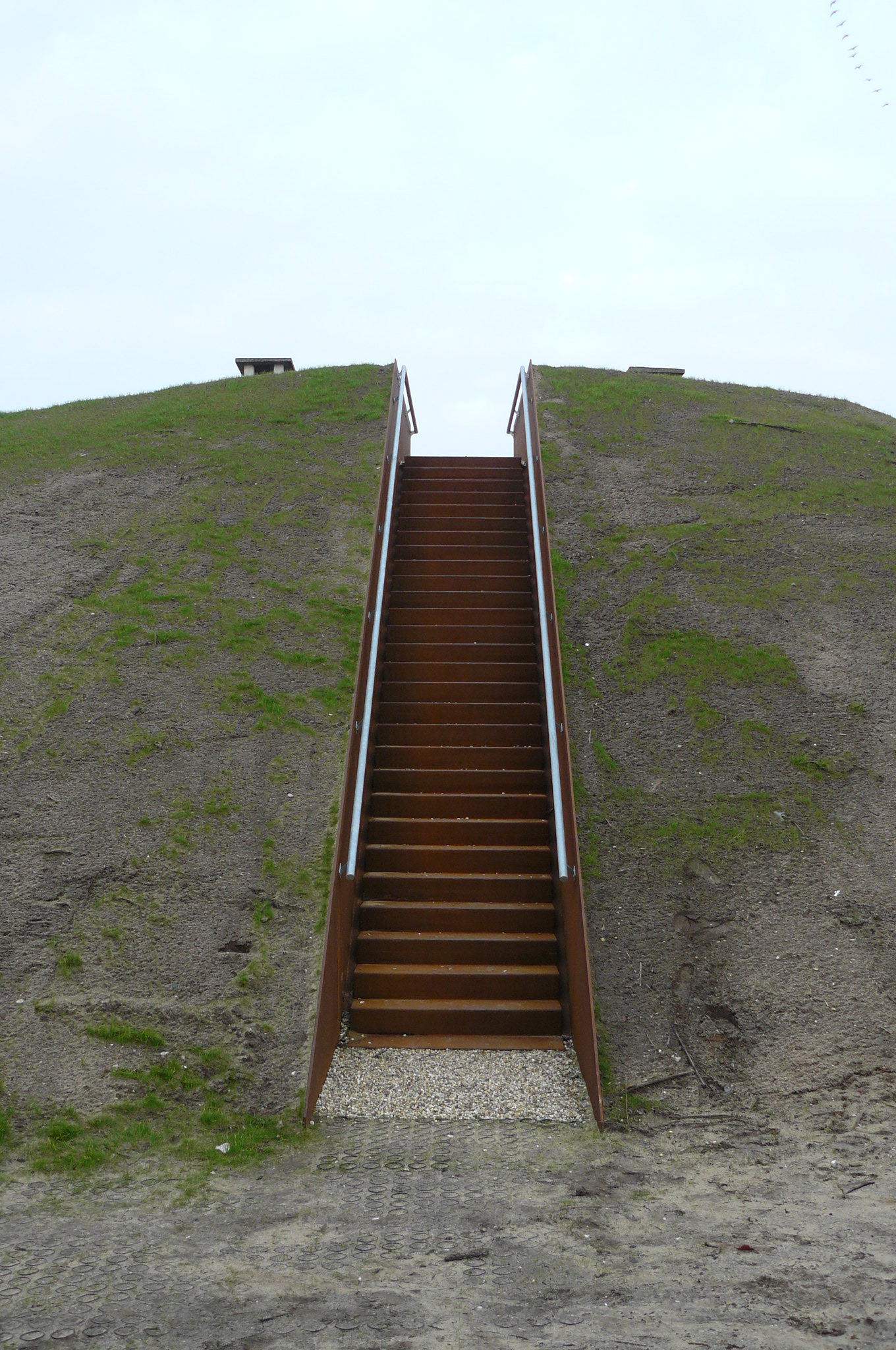
Trap naar uitzichtpunt op dak gebouw B
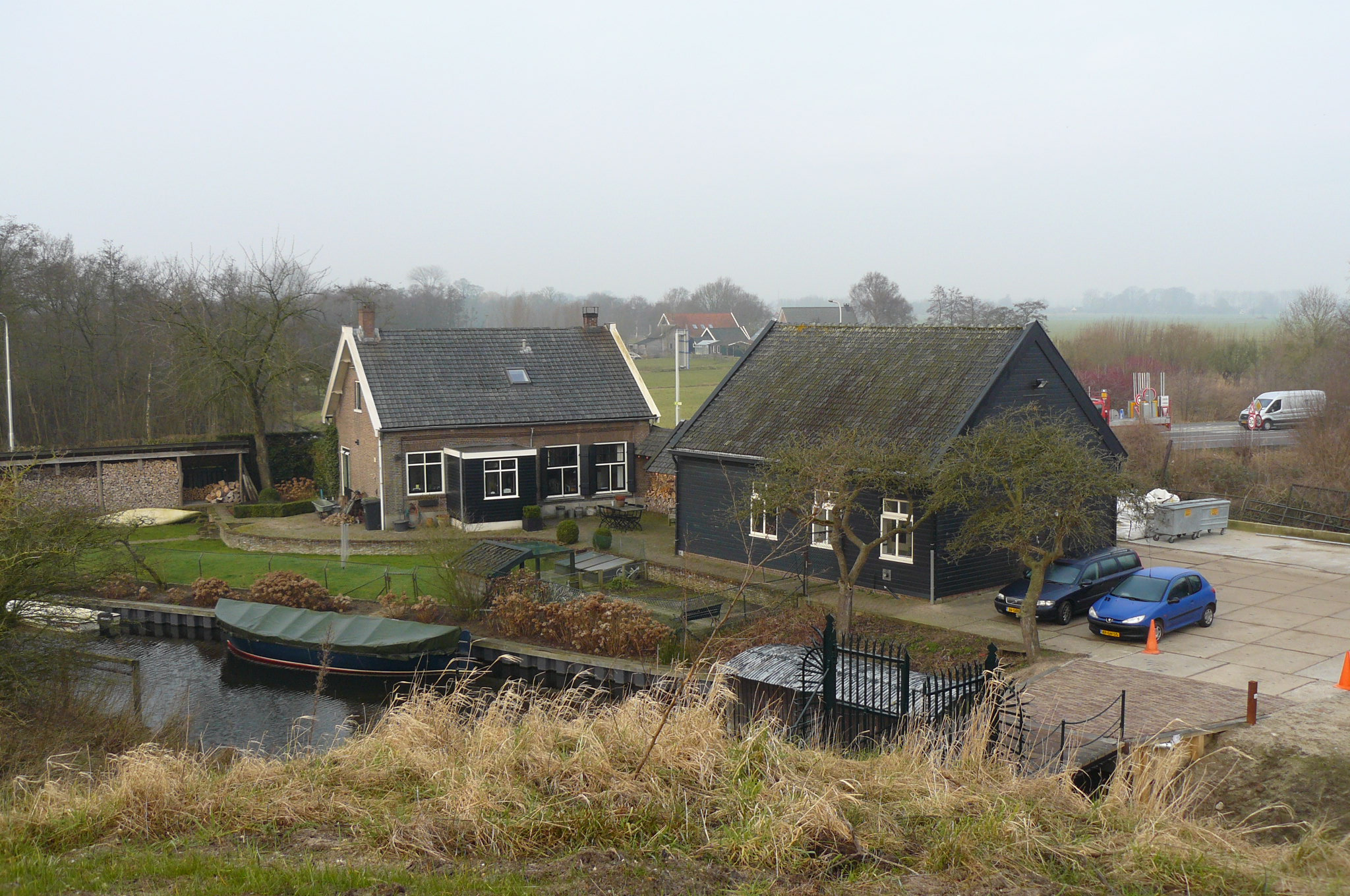
Zicht op loods en fortwachterswoning van uitzichtpunt
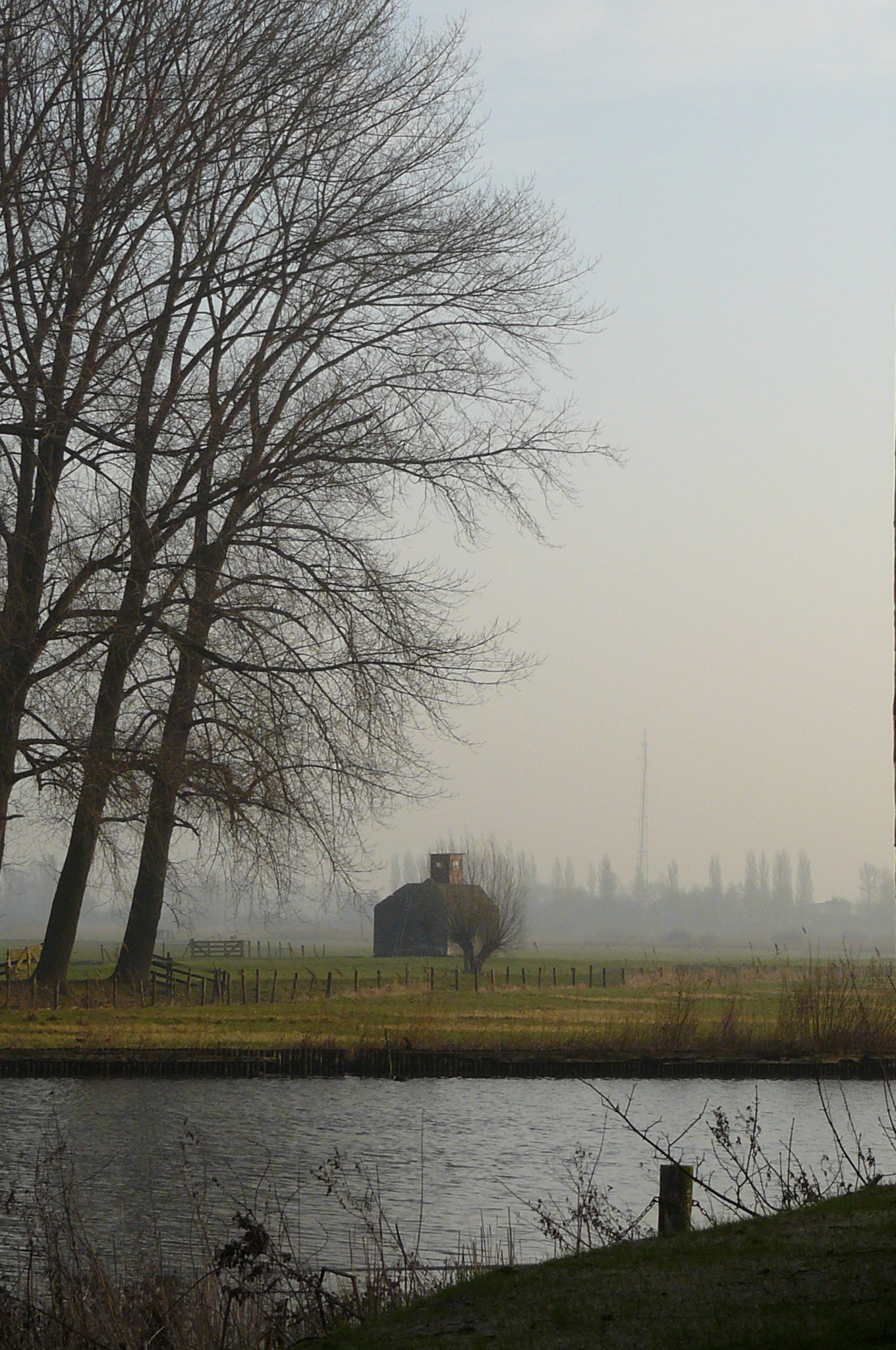
Aan de overzijde van het Hilversums Kanaal ligt nog een groepsschuilplaats